# Marina của Hy Lạp và Đan Mạch
Marina của Hy Lạp và Đan Mạch (Princess Marina of Greece and Denmark, 13 tháng 12 năm 1906 - 27 tháng 8 năm 1968), sau là Vương tôn nữ Marina, Công tước phu nhân xứ Kent CI, GCVO, GBE (Princess Marina, Duchess of Kent) là cháu nội gái của Quốc vương Hy Lạp Georgios I và là vợ của Vương tử George, con trai của Quốc vương Anh George V và Vương hậu Mary.
Theo vai vế, bà vừa là chị họ của Vương tế Philip, vừa là thím của Nữ vương Elizabeth II.

## Thời thơ ấu
Vương tôn nữ Marina của Hy Lạp và Đan Mạch sinh ra tại Athens, Hy Lạp ngày 13 tháng 12 năm 1906, là con út trong gia đình có ba chị em. Cha bà là Vương tử Nikolas của Hy Lạp và Đan Mạch, con trai thứ 3 của Quốc vương Georgios I của Hy Lạp. Mẹ bà là Nữ Đại Công tước Elena Vladimirovna của Nga, cháu nội của Hoàng đế Aleksandr II của Nga. Vương tôn nữ Marina, thông qua cha mình là chị họ của Philippos của Hy Lạp và Đan Mạch, Vương tế Anh, vì cha ông, Vương tử Andreas của Hy Lạp và Đan Mạch là chú bà.
Vương tôn nữ Marina được rửa tội vào cuối năm 1906. Những cha mẹ đỡ đầu của bà gồm: Quốc vương Georgios I của Hy Lạp (ông nội bà), Quốc vương Edward VII của Vương quốc Liên hiệp Anh (sau này là ông nội chồng của bà), Mary xứ Teck, Vương phi xứ Wales (sau này là mẹ chồng của bà), Vương tử Andrew của Hy Lạp và Đan Mạch, Đại Công tước Boris Vladimirovich của Nga (cậu của bà) và Bà Đại Công tước Victoria Feodorovna của Nga (mợ của bà).
Vương tôn nữ Marina đến Vương quốc Anh lần đầu tiên năm 1910, sau cái chết của một trong những cha đỡ đầu của bà, Quốc vương Edward VII. Tại nơi đây bà cũng chính thức diện kiến một trong những mẹ đỡ đầu và đồng thời là mẹ chồng tương lai của bà, Vương hậu Mary, người đối xử với ba chị em bà như con của mình.
Toàn bộ vương thất Hy Lạp đã bị buộc phải lưu vong khi Marina được 11 tuổi, sau sự sụp đổ của chế độ quân chủ Hy Lạp. Vương thất sau đó chuyển đến Paris, trong khi Marina sống cùng đại gia đình của mình trên khắp châu Âu.

## Hôn nhân
Năm 1933, Vương tôn nữ Marina và anh họ đời thứ 2 của bà, Vương tử George, con trai thứ 4 của Quốc Vương George V và Vương hậu Mary gặp nhau tại London thông qua những bữa tiệc của giới thượng lưu.  Việc đính hôn của Vương tôn nữ Marina và Vương tử George được công bố vào ngày 28 tháng 8 năm 1934. Vào ngày 9 tháng 10 năm 1934, 10 tuần trước khi hôn lễ diễn ra,  Vương tử George được Quốc vương George V phong tước hiệu [His Royal Highness The Duke of Kent; Công tước xứ Kent]. Cặp đôi kết hôn vào ngày 29 tháng 11 năm 1934 tại Tu viện Westminster theo nghi thức của Giáo Hội Anh. Một buổi lễ khác với quy mô nhỏ hơn được tổ chức theo nghi thức của Hy Lạp Chính thống giáo diễn ra tại nhà nguyện riêng thuộc  Cung điện Buckingham. Hôn lễ của hai người là một sự kiện lớn của Vương quốc vì đã hơn mười năm trôi qua kể từ hôn lễ vương thất cuối cùng giữa Vương tử Albert, Công tước xứ York và Lady Elizabeth Bowes-Lyon (sau này là Quốc vương George VI và Vương hậu Elizabeth). Marina cũng là cô dâu cuối cùng xuất thân từ một trong các vương thất châu Âu được gả vào vương thất Anh. Sau hôn lễ, Vương tôn nữ Marina nhận tước hiệu mới trở thành Bà Công tước xứ Kent, [ Her Royal Highness The Duchess of Kent]. 
Marina trở nên cực kỳ thân thiết với mẹ chồng, Vương hậu Mary. Bà thường dành thời gian với mẹ chồng mỗi khi Công tước xứ Kent phải xa nhà để thực hiện nghĩa vụ vương thất. Cặp đôi có ba người con:
- Vương tôn Edward xứ Kent ( sinh ngày 9 thang 10 năm 1935). Là trưởng tử,  năm 1942 kế vị tước hiệu [Công tước xứ Kent] sau khi thân phụ của ông, Vương tử George qua đời.
- Vương tôn nữ Alexandra xứ Kent (sinh ngày 25 tháng 12 năm 1936). Là con gái duy nhất của Công tước và Công tước phu nhân xứ Kent.
- Vương tôn Michael xứ Kent (sinh ngày 4 tháng 7 năm 1942). Là con trai thứ, chỉ 7 tuần sau khi chào đời thì thân phụ ông mất trong một tai nạn máy bay ở Scotland ngày 25 tháng 8 năm 1942.

## Góa phụ
Chồng của Marina, Công tước xứ Kent thiệt mạng ngày 25 tháng 8 năm 1942 trong một tai nạn máy bay ở Eagles Rock khi đang thực hiện nghĩa vụ cho Lực lượng Không quân Vương thất. Lúc này Bà Công tước chỉ vừa sinh hạ con trai út của hai người được hơn một tháng và phải trở thành góa phụ ở tuổi 36.
Sau cái chết của chồng, Bà Công tước xứ Kent tiếp tục thực hiện các nghĩa vụ với tư cách là một thành viên vương thất. Năm 1947, em họ của Bà Công tước, Vương tôn Filippos (sau này là Công tước xứ Edinburgh) kết hôn với người cháu gọi bà bằng thím, Vương nữ Elizabeth, tức Nữ vương Elizabeth II tương lai.
Năm 1961, con trai trưởng của bà, Edward, Công tước xứ Kent, kết hôn với Katharine Lucy Mary Worsley, con gái một Nam tước. Katharine trở thành Bà Công tước xứ Kent mới và theo truyền thống, Marina sẽ trở thành [Her Royal Highness The Dowager Duchess of Kent], nhưng bà đã xin Nữ vương cho phép sử dụng tước hiệu [Her Royal Highness Princess Marina, Duchess of Kent] để phân biệt với con dâu là [Her Royal Highness The Duchess of Kent] và được Nữ vương chấp thuận.
Princess Marina qua đời vì một khối u não tại Cung điện Kensington ngày 27 tháng 8 năm 1968, thọ 61 tuổi. Tang lễ của bà được tổ chức tại Nhà nguyện St. George, Lâu đài Windsor và được an táng cạnh chồng tại nghĩa trang vương thất ở Frogmore.

## Tước vị
- 13 tháng 12 năm 1906 – 29 tháng 11 năm 1934: Vương tôn nữ Marina Điện hạ của Hy Lạp và Đan Mạch ( Her Royal Highness Princess Marina of Greece and Denmark)
- 29 tháng 11 năm 1934 – 8 tháng 6 năm 1961: Công tước phu nhân xứ Kent Điện hạ  ( Her Royal Highness The Duchess of Kent)
- 8 tháng 6 năm 1961 – 27 tháng 8 năm 1968: Vương tôn nữ Marina, Bà Công tước xứ Kent Điện hạ ( Her Royal Highness Princess Marina, Duchess of Kent)

https://en.m.wikipedia.org/wiki/Princess_Marina_of_Greece_and_Denmark
1. 1 2 3  ""Marina won Britain's heart"".
2. ↑  ""Prince George son of King, to be married"".
3. 1 2 3  ""Princess Marina called luckiest girl in the world by relatives"". Bản gốc lưu trữ ngày 8 tháng 3 năm 2016. Truy cập ngày 25 tháng 3 năm 2020.
4. ↑  ""Yvonne's Royalty Home Page: Royal Christenings"". Bản gốc lưu trữ ngày 6 tháng 8 năm 2011.
5. ↑  King, pg. 39
6. ↑  ""No. 34094"".
7. ↑  ""King and Queen see rehearsals"".
8. ↑  ""Duke of Kent Dies in an R.A.F. Crash on way to Iceland"" (PDF).
9. ↑  "Debrett's Peerage and Baronetage".